# Potrerillos Abajo
Potrerillos Abajo è un comune (corregimiento) della Repubblica di Panama situato nel distretto di Dolega, provincia di Chiriquí. Si estende su una superficie di 33,8 km² e conta una popolazione di 1.815 abitanti (censimento 2010).